# Ulmus gaussenii
Ulmus gaussenii là một loài thực vật có hoa trong họ Ulmaceae. Loài này được W.C. Cheng miêu tả khoa học đầu tiên năm 1939.